# Michajlovskoe (Territorio dell'Altaj)
Michajlovskoe (in russo Михайловское?) è un villaggio del settore meridionale della Siberia Occidentale situato nel Territorio dell'Altaj,  in Russia. È il centro amministrativo del distretto Michajlovskij.
La località si trova 360 km a sud-ovest della capitale Barnaul, nella steppa di Kulunda.